# Kurt Strauß
Kurt Strauß (* 7. Februar 1901 in Berlin; † 8. September 1944) war ein deutscher Chirurg und Professor an der Karl-Ferdinands-Universität zu Prag.

## Leben
Strauß war der Sohn des Fabrikbesitzers Hugo Strauß und studierte nach dem Notabitur 1919 in Berlin Medizin. Nach Staatsexamen und Promotion 1925 und der Approbation 1926 folgten vier Jahre Facharztausbildung in der Anatomie und Pathologie. 1932 wurde er Facharzt für Chirurgie. Strauß war Freikorpskämpfer (1918/19 Kämpfe in Posen, 1921 mit dem Freikorps Heinz in Oberschlesien) und nahm am Kapp-Putsch in Berlin teil. Er gehörte seit 1930 dem Nationalsozialistischen Deutschen Ärztebund an. Seit 1931 Mitglied der NSDAP (Mitgliedsnummer 892.671), wurde er 1931/32 Führer der Nationalsozialistischen Assistenzärzte. In der SS, der er seit 1931 als SS-Standartenarzt angehörte (SS-Nummer 97.948), erreichte er 1934 den Rang eines Sturmbannführers. 1933 wurde er Reichsleiter des Verbandes angestellter Ärzte und Apotheker, gehörte ab 1934 der NSDAP-Reichsleitung an und war ab 1934 Arzt der Gestapo. 1933 wurde er Oberarzt am Krankenhaus Moabit (3. Chirurgische Universitäts-Poliklinik) und habilitierte sich bei Ferdinand Sauerbruch. In SS-Uniform soll er 1933 die verbliebenen jüdischen Chirurgen aus der Klinik vertrieben und sich dort selbst zum Oberarzt gemacht haben. Er suchte auch den neuen Chefarzt seiner Abteilung, Martin Baetzner, aus. Danach stieg die Sterblichkeit bei Gallen- und Blinddarmoperationen stark an. Ab 1937 bekleidete er selbst den Direktorenposten der II. Chirurgischen Universitätsklinik in Berlin, nachdem er Baetzner durch eine Intrige gestürzt hatte (er schob ihm einen Kunstfehler unter und strengte einen Prozess an). Er selbst galt als unfähiger Chirurg. Werner Forßmann, der unter ihm Oberarzt war, erinnerte sich in seiner Autobiographie, dass Strauß nach dem Motto „Große Chirurgen machen große Schnitte“ bei Oberarmfrakturen statt einer sorgfältigen Präparation einen Schnitt bis auf den Knochen zog und dabei mehrfach den Nervus radialis durchtrennte, weswegen mehrere Haftpflichtprozesse gegen ihn liefen. Strauß besaß aber die Rückendeckung wichtiger Personen wie Robert Ley, Leonardo Conti und Karl Gebhardt. 1939 wurde er in Berlin zum außerordentlichen Professor ernannt, folgte aber im gleichen Jahr einem Ruf auf eine Außerordentliche Professur an der Deutschen Universität Prag als Nachfolger von Hermann Schloffer, zunächst nur in Vertretung und auf Widerruf, ab 1940 als Klinikdirektor.
Da sich unter Strauß die Sterblichkeit nach Operationen stark erhöht hatte (bei 112 von ihm durchgeführten Operationen starben 37 Patienten), schrieb der Dekan der Medizinischen Fakultät Hermann Knaus dem Reichsprotektor von Böhmen und Mähren Konstantin von Neurath: „Diese postoperative Mortalität übersteigt das Maß, das das Ansehen des Vorstandes einer großen operativen Klinik zu ertragen vermag.“ Die zur Überprüfung der Vorwürfe eingesetzte Kommission unter Leitung seines ehemaligen Lehrers Sauerbruch stellte „fachliche Unzulänglichkeiten“ fest und empfahl, da Strauß dies auch selbst eingesehen habe, eine „Weiterbildung“ an anderen Kliniken, hielt aber die erhöhte Sterblichkeit nicht für erwiesen. Strauß erklärte sich schriftlich bereit, nach einer Ernennung zum ordentlichen Professor auf Lebenszeit auf seinen Lehrstuhl in Prag zu verzichten. Die Ernennung erfolgte im April 1941.
Als Berufungen an die Universität zu Köln und die Westfälische Wilhelms-Universität Münster scheiterten (selbst Gauleiter Josef Grohé und Oberbürgermeister Peter Winkelnkemper sprachen sich dagegen aus), ging Strauß im März 1941 als Beratender Chirurg zunächst zur 16. Armee an die Ostfront und dann zur Deutschen Heeresmission in Rumänien. Im Juli 1942 wurde er Leiter eines Sonderlazaretts für Arbeitsverletzte und Berufsgeschädigte der Deutschen Arbeitsfront in Vlašim bei Prag. Dort wurde er wieder untragbar. Im April 1944 durch den Generalarzt Otto Muntsch seines Amtes enthoben, zum SS-Mann degradiert und aus der SS wegen Untreue ausgeschlossen, nahm er sich angesichts eines drohenden Kriegsgerichtsverfahrens wegen unwürdiger Behandlung von Verwundeten, Unterschlagung von Lebensmitteln und „verbrecherisches Treiben der Manneszucht“ das Leben.